# Vilar de Flores
Vilar de Flores es un lugar situado en la parroquia de Espiñeiros, del concello de Allariz, en la provincia de Orense, Galicia, España.